# Atsinanana
Atsinanana (fr. l'Est) – region Madagaskaru, ze stolicą w Toamasina. Dawniej należał do Prowincji Toamasina.

## Geografia
Zajmuje powierzchnię 21 934 km² i położony jest we wschodniej części wyspy, nad Oceanem Indyjskim. Od północy graniczy z regionem Analanjirofo, od zachodu z regionami Alaotra-Mangoro i Vakinankaratra, od południowego zachodu z Amoron'i Mania a od południa z Vatovavy-Fitovinany. Do głównych rzek regionu należą od północy: Onive, Rongaronga, Rianita, Sakanila, Mahajamba, Manampotsy, Mangoro, Nosivolo, Masora. Przez region przebiegają drogi RN 2 oraz RN 11.

## Demografia
Jego zaludnienie wynosiło w 1993 roku 778 630 osób. W 2004 wynosiło ok. 1 117 100. Według spisu z 2018 roku populacja wzrosła do 1 478 472 mieszkańców.

## Podział administracyjny
W skład regionu wchodzi 7 dystryktów:
- Antanambao Manampotsy
- Vohibinany (Brickaville)
- Mahanoro
- Marolambo
- Toamasina I
- Toamasina II
- Vatomandry